# Tata Safari
Der Tata Safari ist ein Sport Utility Vehicle (SUV), das von Tata Motors in Indien gebaut wurde. Es ist das erste SUV, das in Indien konstruiert, entwickelt und gebaut wurde. Der Safari soll nahezu die gleiche Leistung und das gleiche Drehmoment wie der Mitsubishi Pajero liefern, kostet aber nur rund 60 % von dessen Preis. 

## Karosserie und Ausstattung
Der Tata Safari wurde im Jahre 1998 mit einem 1,9-Liter-R4-Turbodiesel-Motor vorgestellt.
Im August 2005 wurde der Safari wesentlich überarbeitet, was in einem neuen 3,0-Liter-DiCOR-Dieselmotor und verschiedenen Ausstattungsänderungen innen und außen resultierte. Der neue Dieselmotor ist der erste von Tata mit Common-Rail-Einspritzung. Im gleichen Jahr gab es auch einen Benzinmotor mit 2,0 Liter Hubraum. Dieses modifizierte Modell gewann 2007 den „Motor Forum’s Car of the Year“-Preis in der Kategorie SUV. Er wurde von Käufern gewählt und schlug Konkurrenten, wie z. B. den Toyota RAV4, den Land Rover Freelander und den Honda CR-V.
Im Oktober 2007 brachte Tata den Safari 2,2 Liter DiCOR heraus, der eine höhere Leistung von 143 PS (105 kW) lieferte. Kurz danach wurde er durch den weiterentwickelten 2,2 Liter DiCOR vtt (Variable Turbine Technology) ersetzt, der 140 PS (103 kW) bei 4.000 min−1 und 300 Nm bei 1.700 min−1 abgab. Weithin wird dieser als der beste Tata-Motor bisher beurteilt.
Tata brachte zu einem unbekannten Zeitpunkt eine neue Variante namens Safari GX heraus. Dieses Modell nimmt den Platz unterhalb des Spitzenmodells Safari VX ein. Er besitzt Zweifarbenlackierung, spezielle Lederausstattung und eine Rückfahrkamera, deren Bildschirm anstatt des Innenspiegels montiert ist. Neu sind ebenfalls die Blinkleuchten in den Außenspiegeln.

## Entwicklung
1. Generation

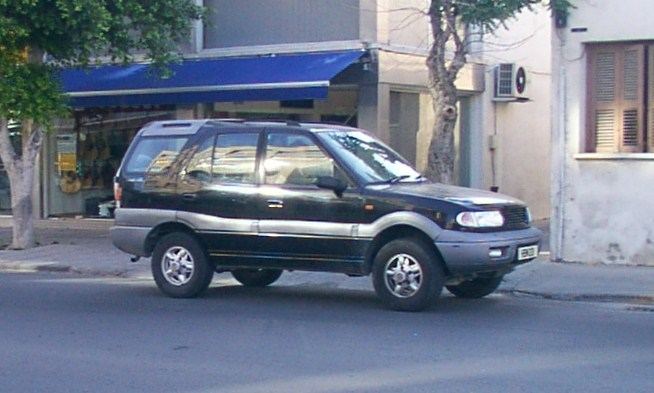
Tata Safari auf einer Straße in Zypern

1998 wurde er mit Turbodieselmotor vorgestellt und entwickelte eine Leistung von 87 PS (64 kW). Er wurde mit einem voll synchronisierten Fünfganggetriebe ausgeliefert, auf Wunsch mit Allradantrieb. Allerdings wurde er als deutlich untermotorisiert betrachtet und zeigte heftige Karosseriebewegungen.
2. Generation
Der neue Tata Safari DiCOR (Direct Injection COmmon Rail) wird von einem Reihenvierzylinder mit 3,0 l Hubraum angetrieben, der 116 PS (85 kW) bei 3.000 min−1 und 300 Nm zwischen 1.600 und 2.000 min−1 entwickelt. Der Motor stammt vom Tata 407, einem LKW des Herstellers. Die Motorkraft wird an ein Fünfganggetriebe weitergeleitet.
Tata stellte den neuen 2,2 l-DiCOR-Motor nach EURO-IV-Norm mit 140 PS (103 kW) und 320 Nm auf der Automobilausstellung in Bologna 2006 erstmals aus. Am 5. Oktober 2007 wurde der Wagen erstmals ausgeliefert. Er hat einige verbesserte Ausstattungsmerkmale, wie z. B. zweifarbige Lederausstattung. Das Spitzenmodell hat eine komplette Sicherheitsausstattung, wie z. B. ABS und Airbags.

## Erfahrungen im täglichen Gebrauch
Es fällt sofort auf, dass der Safari ein ziemlich schweres Fahrzeug ist. Er wiegt leer 2.115 kg, wozu nochmals 110 kg für den Allradantrieb kommen. Obwohl die Leistungsdaten auf dem Papier gut klingen – 320 Nm Drehmoment bei 1.600 min−1 – lassen die Fahrleistungen zu wünschen übrig. Allerdings ist der Safari DiCOR mit Allradantrieb deutlich schneller als der Mahindra Scorpio oder der Toyota Innova.
Der Wagen wurde als langsam „wie ein Fußgänger“ und schlecht konstruiert für die Nutzung auf der Straße beschrieben; für den Einsatz im Gelände konnte er allerdings einige positive Testerstimmen sammeln. Andere Testberichte aus Europa bemängelten auch den Standard der Innenausstattung, und dass der Basismotor zu schwach und laut sei und schlecht hoch drehe, wenn er kalt ist. Im Hinblick auf seine Fahrleistungen und sein Handling bescheinigte das britische TV-Motormagazin Fifth Gear dem Safari „soviel Raffinesse wie eine Giraffe mit drei Beinen“.